# 颜丹晨
颜丹晨（1978年3月9日—），湖南湘潭人，中国女演员，毕业于北京电影学院表演系，现为北京电影制片厂演员剧团演员，中国电影表演学会会员，中国共产党党员（2010年入党）。

## 早年经历
1978年, 颜丹晨出生在湖南湘潭的一个文艺之家，儿时的她对于电影、艺术并不陌生。从湖南省艺校毕业后,颜丹晨本打算直接工作，但母亲鼓励她继续深造，后来考上了北京电影学院。

## 作品

### 电影
- 1997年 《背起爸爸上学》饰姐姐，本片荣获首届北京市“文化艺术奖”；第五届“飞虎杯大学生电影节”——“评委会特别奖”；第29届瑞士吉福尼国际电影节“铜神鹰奖”；1998年“第六届中国国际儿童电影节”优秀影片奖。
- 1997年 《花季雨季》饰 谢欣然,此片荣获1997年“中国电影华表奖”；1998年“中国电影金鸡奖”；“第六届中国国际儿童电影节”“优秀影片奖”；中宣部“五个一工程奖”[4]。
- 1999年 《呼我》饰 柳丁，此片在第54届戛纳电影节影展、第57届威尼斯电影节以及第53届瑞士洛加纳电影节上展映。并于2001年1月，将在哈佛大学电影资料馆与纽约大学电影系主办的"中国新电影展”上作为首场放映影片。
- 2000年 《刘天华》饰 殷尚真，此片获“第八届大学生电影节”——“评委会特别奖”。
- 2000年 《黄浦军人》饰 虹云
- 2007年 《胡同里的阳光》饰 娟子
- 2008年 《天堂凹》 饰 李雪梅
- 2008年 《遥远的诺邓》饰 樱子
- 2010年 《四個丘比特》饰 白小白
- 2011年 《我是中国人》饰  宁毓
- 2014年 《等你追我》
- 2016年 《爱情不等式》
- 2018年 《李保国》饰  郭素萍
- 2018年 《梦境之源》
- 2018年 《又是一年三月三》
- 2019年 《麦穗黄了》(電視電影)
- 2021年 《移情高手》(客串)[5]
- 2022年 《夜·花火》

### 话剧
- 《一地鸡毛》
- 《堕落之后》
- 《求 婚》
- 《北京人》

### 電視劇
| 年份   | 片名                     | 角色              | 备注                    |
| ------ | ------------------------ | ----------------- | ----------------------- |
| 1999年 | 南来北往                 | 香妹              |                         |
| 1999年 | 咱老百姓                 | 嘟嘟              | 單元《电梯里的故事》    |
| 2000年 | 离婚女子驿站             | 童玲              |                         |
| 2001年 | 大唐情史                 | 杨妃              |                         |
| 2001年 | 混世游侠                 | 应小翠            | 又名：《程咬金》        |
| 2001年 | 危险旅程                 | 阿芳              | 又名：《偷渡客》        |
| 2002年 | 蓦然回首                 | 欣春              |                         |
| 2002年 | 对门对面                 | 王虹              |                         |
| 2002年 | 惊天东方号               | 陶然              |                         |
| 2003年 | 金手指                   | 施佩珍            |                         |
| 2004年 | 永乐英雄儿女             | 铁寒烟            |                         |
| 2004年 | 长河东流                 | 陈圆圆            |                         |
| 2004年 | 为你燃烧                 | 文艾              |                         |
| 2005年 | 大汉巾帼                 | 虞姬              |                         |
| 2005年 | 宝莲灯                   | 嫦娥              |                         |
| 2005年 | 精卫填海                 | 素女              |                         |
| 2006年 | 范府大院                 | 念春              |                         |
| 2006年 | 关东金王                 | 凤芝              |                         |
| 2006年 | 别问我是谁               | 李楠              |                         |
| 2007年 | 女子戏班                 | 高小菊            |                         |
| 2007年 | 跤王                     | 徐静心            |                         |
| 2007年 | 商贾将军                 | 雷氏              |                         |
| 2007年 | 丁家有女喜洋洋           | 丁言              |                         |
| 2008年 | 幽灵计划                 | 章含羽            |                         |
| 2009年 | 关东马帮                 |                   |                         |
| 2009年 | 小鼓大戏                 | 韦娜              |                         |
| 2009年 | 女人树                   | 乔小燕            | 又名：《特战风云》      |
| 2009年 | 向周星驰致敬先           | 曹操              |                         |
| 2010年 | 留神                     | 林洁              |                         |
| 2010年 | 乱世玉缘                 | 常德宁            | 又名《玉王》            |
| 2010年 | 还看今朝                 | 陶叶              |                         |
| 2010年 | 大潮如歌                 | 项妍              | 視頻網播出              |
| 2011年 | 黑色名单                 | 郭家月            |                         |
| 2011年 | 闪婚                     | 颜敏              |                         |
| 2011年 | 山里红                   | 春芍              |                         |
| 2011年 | 西游记                   | 百花羞/披香殿侍女 |                         |
| 2012年 | 欢乐元帅                 | 王母娘娘          |                         |
| 2013年 | 小鬼子走着瞧             | 魏二寡妇          | 又名《传奇英雄》        |
| 2013年 | 暗渡                     | 陈静姝            | 又名《铁血刀锋》        |
| 2013年 | 独狼                     | 唐婕淑            |                         |
| 2013年 | 陪你到老                 | 周漫舟            |                         |
| 2013年 | 莞香                     | 阿枝（易千枝）    |                         |
| 2013年 | 油菜花香                 | 周英              |                         |
| 2013年 | 密使2之江都谍影          | 陈如              | 又名《不曾逝去的岁月》  |
| 2014年 | 返城年代                 | 何凝之            |                         |
| 2014年 | 走出国门                 | 徐秋爽            |                         |
| 2014年 | 勇士之城                 | 柳芬              |                         |
| 2014年 | 青春燃烧的岁月           | 梅修              | [ 6 ]                   |
| 2014年 | 产科男医生               | 孕妇              | 客串                    |
| 2014年 | 深宅1937                 | 三太太            |                         |
| 2015年 | 好想好想爱上你           | 刘月亮            | 客串                    |
| 2015年 | 虎妈猫爸                 | 佳佳              | 客串                    |
| 2015年 | 抗倭英雄戚继光           | 王昱竹            |                         |
| 2016年 | 我和他的传奇情仇         | 萧岚              |                         |
| 2016年 | 欢喜密探                 | 新月客栈老板娘    | 客串                    |
| 2017年 | 浪花淘尽                 | 曾思佳            |                         |
| 2017年 | 北方大地                 | 萨日娜            |                         |
| 2017年 | 寻人大师                 | 張曉芳            |                         |
| 2018年 | 杨光的快乐生活之好好先生 | 張娜              | 網絡劇，原名:杨光那些事 |
| 2019年 | 忠诚卫士                 | 張嵐              | 客串                    |
| 2019年 | 枪口之火线孤城           | 周穎              | 客串                    |
| 2019年 | 那片花那片海             | 郝宇              | 客串                    |
| 2019年 | 最美的安排               | 杨冰/杨清         |                         |
| 2020年 | 幸福院                   | 姜媽              | 客串                    |
| 2020年 | 枫叶红了                 | 塔娜              |                         |
| 2022年 | 青山不墨                 | 华青              |                         |
| 2025年 | 燎原之重回1938           | 林宛如            | 網絡短劇                |
| 2025年 | 凡人修仙传               | 严氏              | 网络剧                  |
| 未播出 | 超越极限                 | 紫嫣              | 2007年拍攝              |
| 待播出 | 水草                     | 田水草            | 原名:海岸线, 2014年拍攝 |
| 待播出 | 云上绣娘                 |                   |                         |
| 待播出 | 不负人民                 |                   |                         |
| 待播出 | 浦东人家                 |                   |                         |

### 广告
- 北京市"公民义务献血"公益广告（平面）
- 2004年 中韩合资“暖倍儿”保暖内衣形象代言人
- 2004年“伊莎艾伦”服装
- 2005年 中网网动中国
- 2007年 公益广告粉红丝带
- 2009年 美姿泉护肤品
- 2010年 中网天使

### 活动
- 担任意大利时装品牌 [caractere]时装发布会主持人
- 担任三星新款手机发布会主持人

### 论文作品
- 《塑造一个谢欣然》 [1998年5月，《电影通讯》]
- 《成长》 [1999年8月《电影通讯》]
- 《节奏与性格--节奏在塑造人物性格中的运用》[2000年9月，《电影通讯》]

### 杂志拍摄封面及时尚图片
- 《演艺圈》
- 《瑞丽》
- 《时尚·中国时装（Harper’sBazaar）》
- 《时尚健康》
- 《嘉人（MarieClaire）》
- 《现代服装》
- 《女性大世界》
- 《都市主妇》
- 《健康与美容》
- 《追求》
- 《世界都市（ILook）》
- 《新周刊》
- 《城市画报》
- 《星河影视》
- 《电影画刊》
- 《大众电影》

## 出访活动
- 1998年,应澳门电影协会邀请，由著名导演谢铁骊率团赴澳门参加"中国优秀电影展".
- 1999年，应奥地利政府的邀请，赴维也纳参加"世界儿童电影展"。
- 2013年10月18日至25日，中国电影家协会民族电影工作委员会与台北少数民族两岸文经交流促进会在台北市联合举办了“大陆少数民族影展”活动。颜丹晨凭借着在电影《遥远的诺邓》中出色的表现，受邀担任此次赴台代表团的团长，率团赴台，与当地影迷进行了深入的交流。